# Circonscription de Male Special
La circonscription de Male Special est une des 121 circonscriptions législatives de l'État fédéré des nations, nationalités et peuples du Sud, elle se situe dans la Zone Sud Omo. Son représentant actuel est Negatu Dansa Muli.